# مسجد گرجی
مسجد گرجی یکی از مسجدهای کهن طرابلس، پایتخت لیبی، است. این مسجد در بخش منطقهٔ کهن طرابلس واقع شده و از بناهای مهم در طرابلس به شمار می‌رود.

## نگاره‌ها

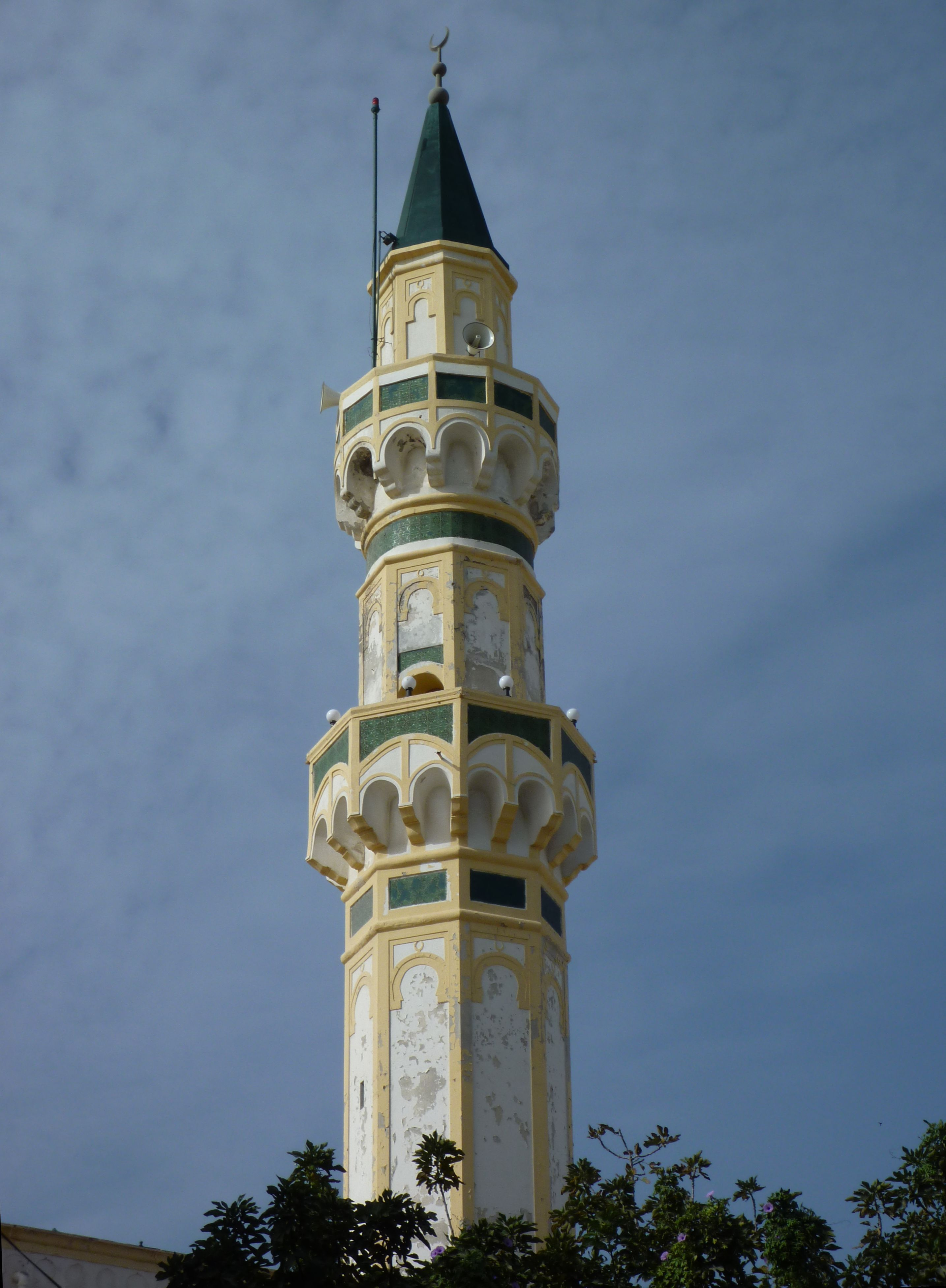
مناره مسجد گرجی
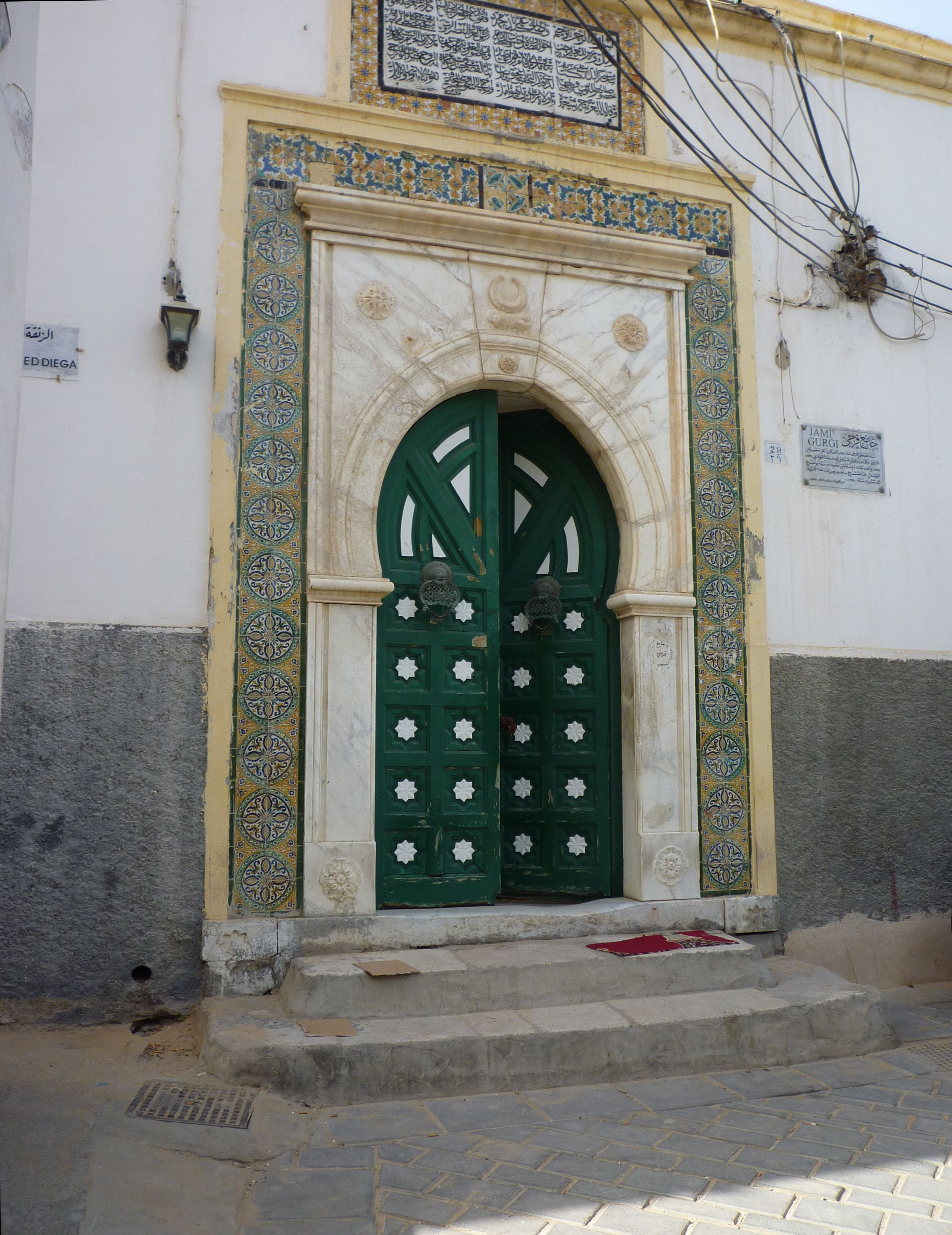
یکی از محراب‌های مسجد
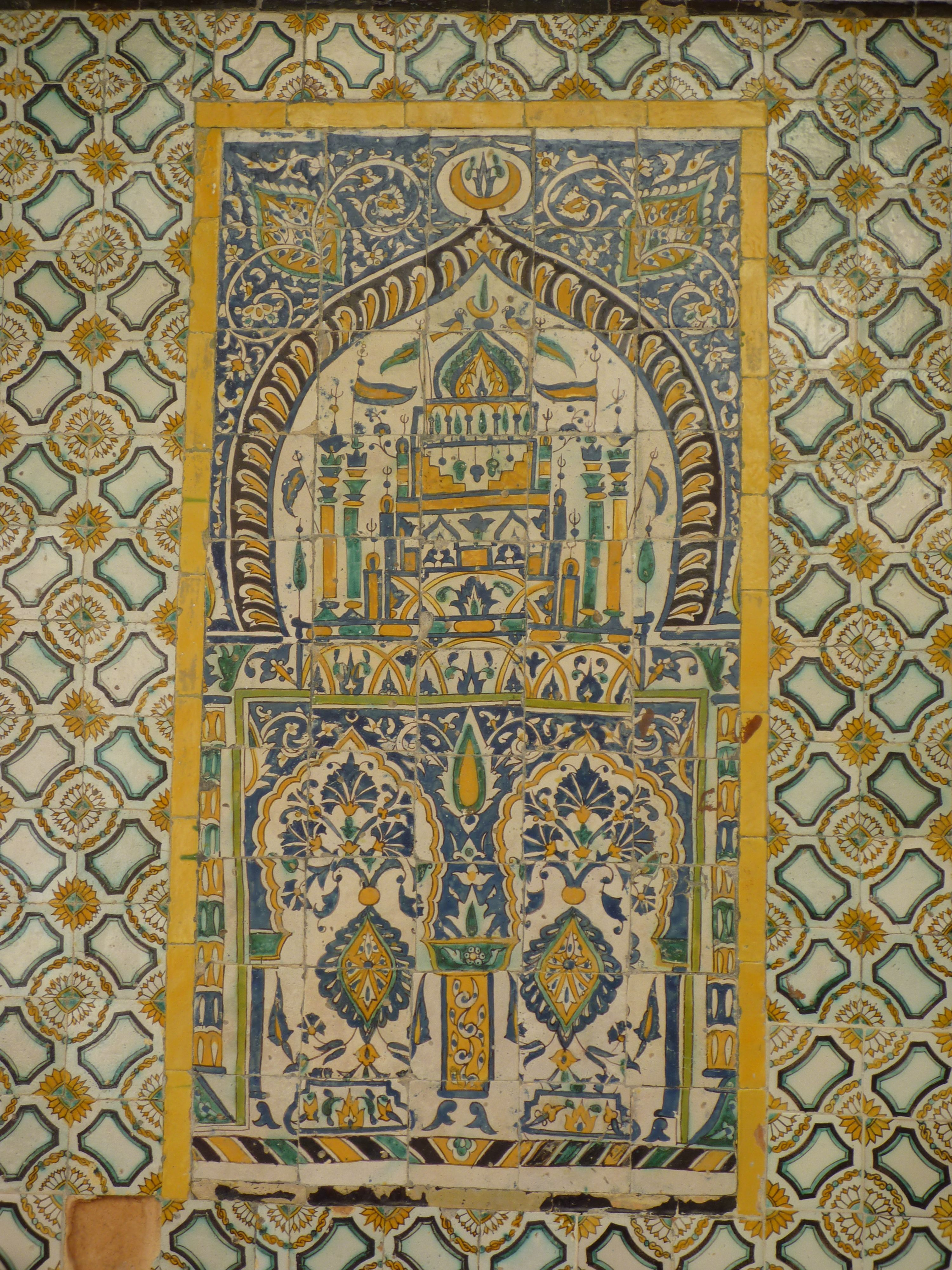
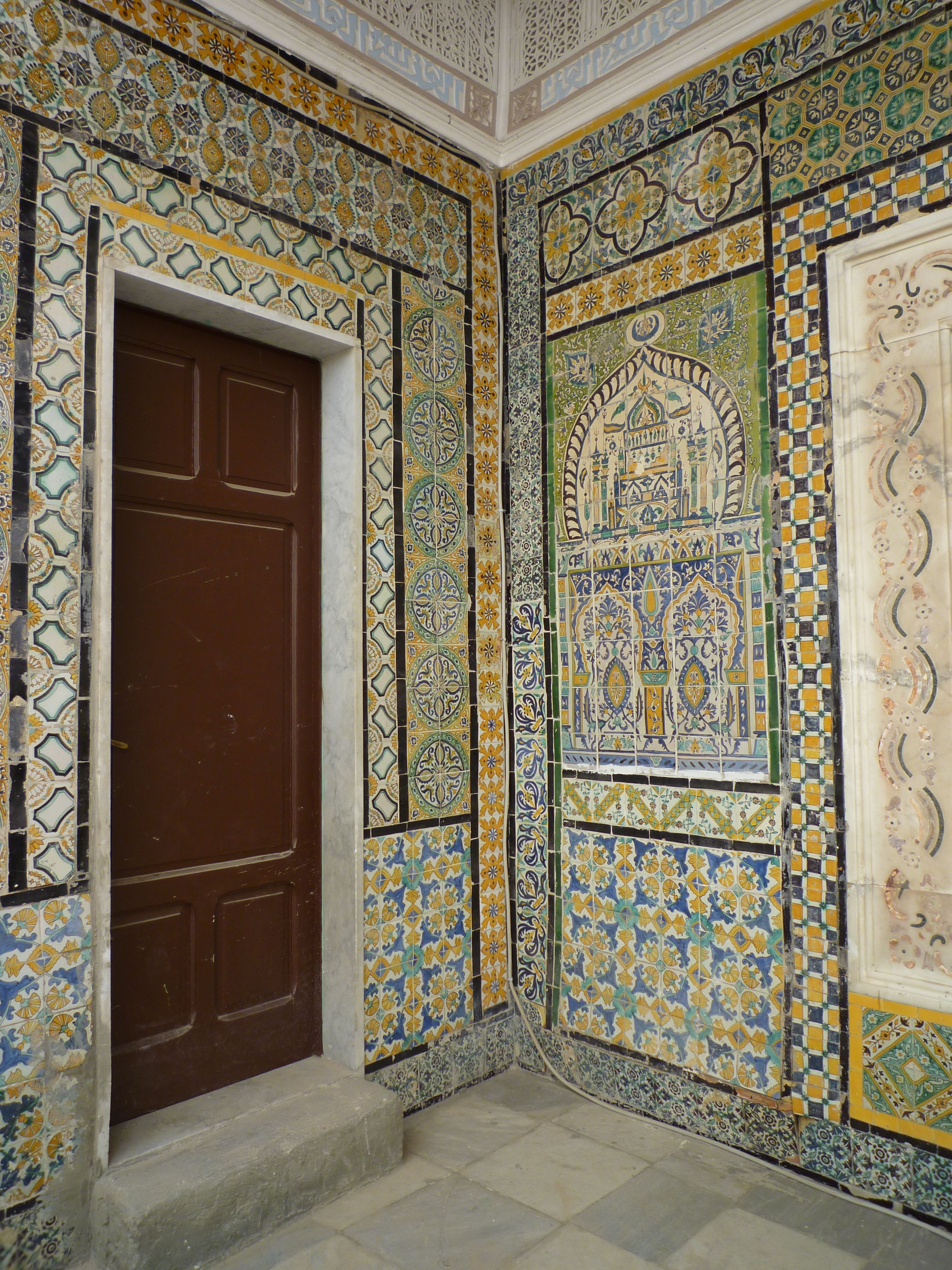